# Samuele Donatoni
Samuele Donatoni (Canaro, 4 aprile 1965 – Riofreddo, 17 ottobre 1997) è stato un poliziotto italiano, ispettore in servizio presso il Nucleo operativo centrale di sicurezza (NOCS), ucciso durante il fallito colpo di mano per la liberazione dell'imprenditore Giuseppe Soffiantini, rapito da una banda di sequestratori sardi.

## Nella cultura di massa
Dal libro di memorie Il mio sequestro di Giuseppe Soffiantini, il regista Riccardo Milani ha tratto la miniserie televisiva per Canale 5: Il sequestro Soffiantini, dove il ruolo dell'ispettore dei NOCS è interpretato dall'attore Claudio Santamaria.